# کلود لیدو
کلود لیدو (فرانسوی: Claude Laydu‎؛ ۱۰ مارس ۱۹۲۷ – ۲۹ ژوئیهٔ ۲۰۱۱) هنرپیشه اهل کشور بلژیک بود.
از فیلم‌هایی که وی در آن نقش داشته است می‌توان به خاطرات یک کشیش روستا و آتیلا اشاره کرد.